# Andrij Vasyljoek
Andrij Vasyljoek (Oekraïens: Андрій Василюк) (Nizjyn, 29 augustus 1987) is een Oekraïens voormalig wielrenner die in 2020 reed bij Yunnan Lvshan Landscape.

## Belangrijkste overwinningen
2013
Proloog Vijf ringen van Moskou
 Oekraïens kampioen tijdrijden, Elite
Proloog Ronde van Roemenië (TTT)
2014
 Oekraïens kampioen tijdrijden, Elite
2015
Eindklassement Ronde van Podlachië
2016
2e etappe deel A Ronde van Oekraïne (ploegentijdrit)
 Oekraïens kampioen tijdrijden, Elite
12e etappe Ronde van het Qinghaimeer
Ronde van Ribas
2017
Bergklassement Ronde van Tsjechië
2019
Chabany Race
Horizon Park Classic

## Resultaten in voornaamste wedstrijden
|      | \| Jaar \| \| WK op de weg \| \| ---- \| \| ------------ \| \| 2016 \| \| opgave \| |              |
| Jaar |                                                                                     | WK op de weg |
| 2016 |                                                                                     | opgave       |

## Ploegen
- 2007 –  Ukraine Neri Sottoli Team
- 2008 –  Danieli Cycling Team
- 2010 –  Kolss Cycling Team
- 2011 –  Kolss Cycling Team
- 2012 –  Kolss Cycling Team
- 2013 –  Kolss Cycling Team
- 2014 –  Kolss Cycling Team
- 2015 –  Kolss-BDC Team
- 2016 –  Kolss-BDC Team
- 2017 –  Kolss Cycling Team
- 2018 –  Team Hurom
- 2019 –  Kyiv Capital Team
- 2020 –  Yunnan Lvshan Landscape

Aniołkowski · Bartkiewicz · Boets · Gutek · Kaczmarek · Kloc · Konieczny · Latoń · Manowski · Piaskowy · Vasyljoek